# Académica Petróleos Clube do Lobito
Académica Petróleos Clube do Lobito, meist nur AC Lobito genannt, ist ein Fußballverein aus der angolanischen Hafenstadt Lobito. Er wurde am 17. März 1970 von Portugiesen in der damaligen portugiesischen Kolonie Angola gegründet.
Der Klub empfängt seine Gäste im 15.000 Zuschauer fassenden Estádio do Buraco. Die Profiliga Girabola gibt die Kapazität des Stadions für Ligaspiele mit 3.000 an.
Der AC Lobito beendete die Saison 2014 als Meister der zweiten Liga Angolas, dem Gira Angola. In der Folge kehrte er wieder in die oberste Spielklasse Angolas, die Profiliga Girabola zurück. Von 2000 bis 2005 spielte der AC Lobito bereits im Girabola, wo er mit dem 4. Platz 2001 seine beste Platzierung erreichte. 2009 spielte er erneut in der ersten Liga, stieg jedoch als 14. gleich wieder ab. Landestitel konnte der Klub bisher nicht gewinnen.
Neben Männer- und Frauen-Fußball betreibt der Verein noch Abteilungen für weitere Sportarten, insbesondere Handball, Schach, und das in Angola relativ populäre Rollhockey (Stand Dezember 2014).

## Lobito in den afrikanischen Wettbewerben
| Wettbewerb   | Runde    | Gegner                | Hinspiel | Rückspiel |
| ------------ | -------- | --------------------- | -------- | --------- |
| CAF Cup 2000 | 1. Runde | TP Mazembe Lubumbashi | 0:4 (A)  | 2:3 (H)   |

|              | Spiele | Siege | Remis | Verl. | Tore |
| Gesamtbilanz | 2      | 0     | 0     | 2     | 2:7  |
| ------------ | ------ | ----- | ----- | ----- | ---- |